# Forum Hadriani

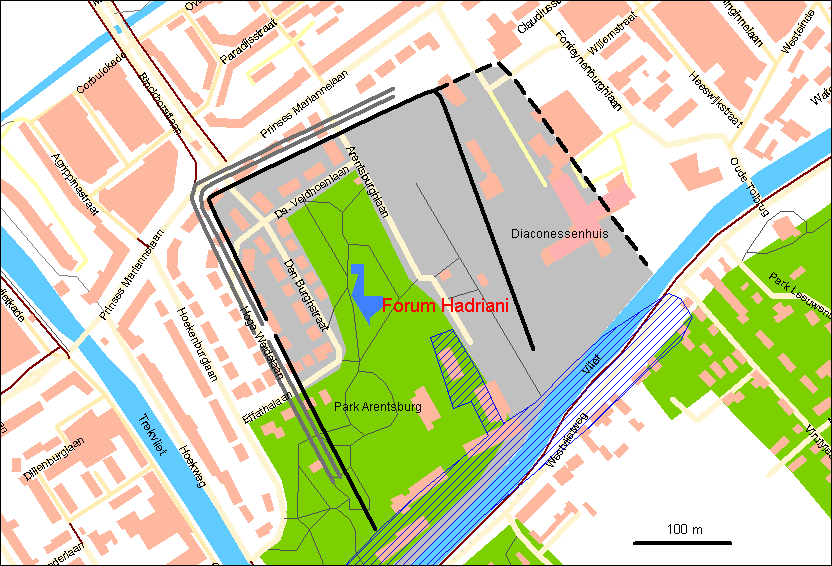
Localización de Forum Hadriani en los Países Bajos.

Forum Hadriani fue una ciudad romana en la provincia romana Germania Inferior bajo la actual Voorburg-oeste en la ciudad de Leidschendam-Voorburg (Países Bajos). Bajo el Imperio romano, fue la ciudad romana más septentrional de la Europa continental, solamente superada por las ciudades de la provincia romana de Britania.

## Historia

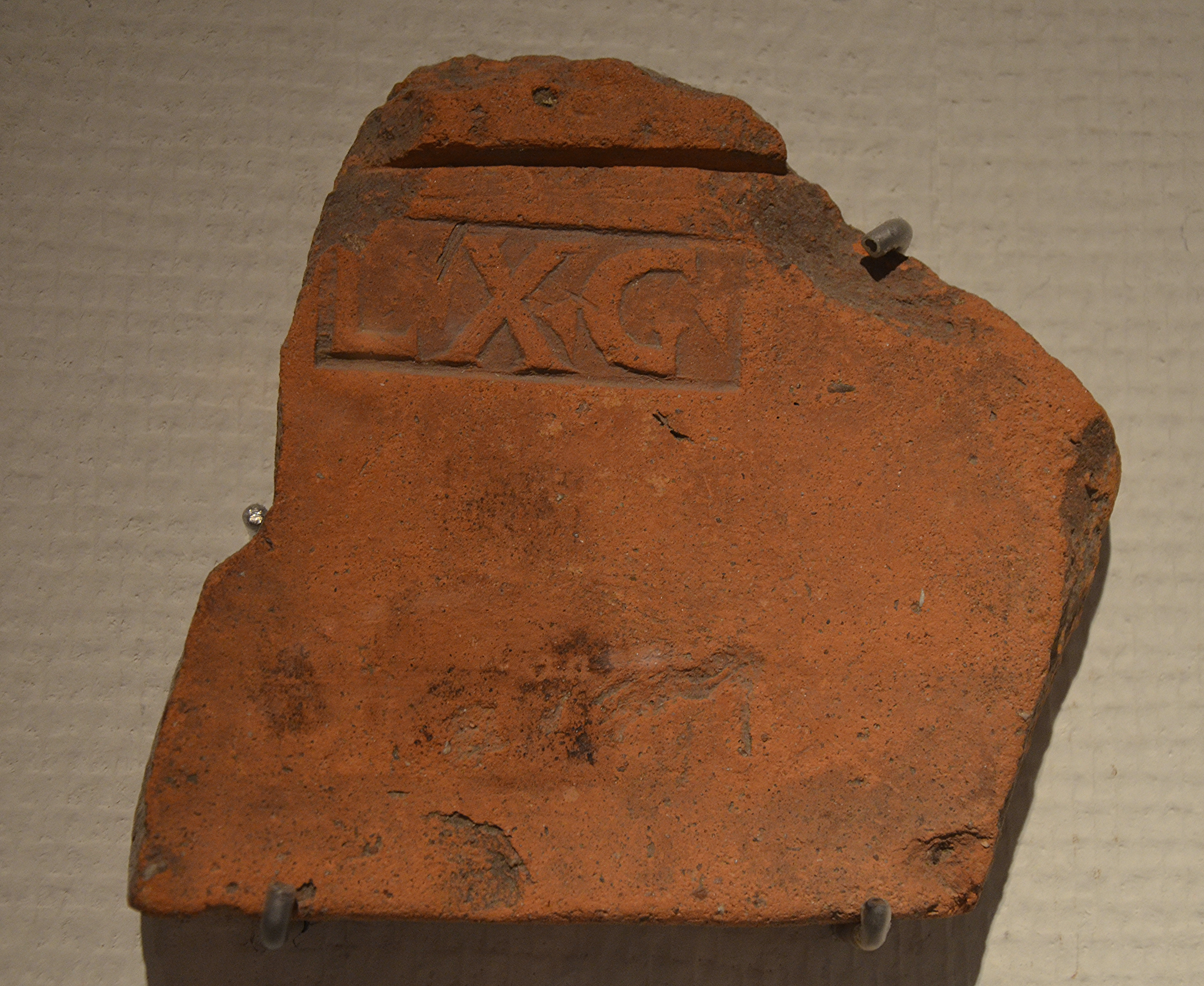
Ladrillo con leyenda L(egio) X G(emina) procedente de Forum Hadriani, localidad reconstruida con ayuda de la unidad entre 70 y 89.

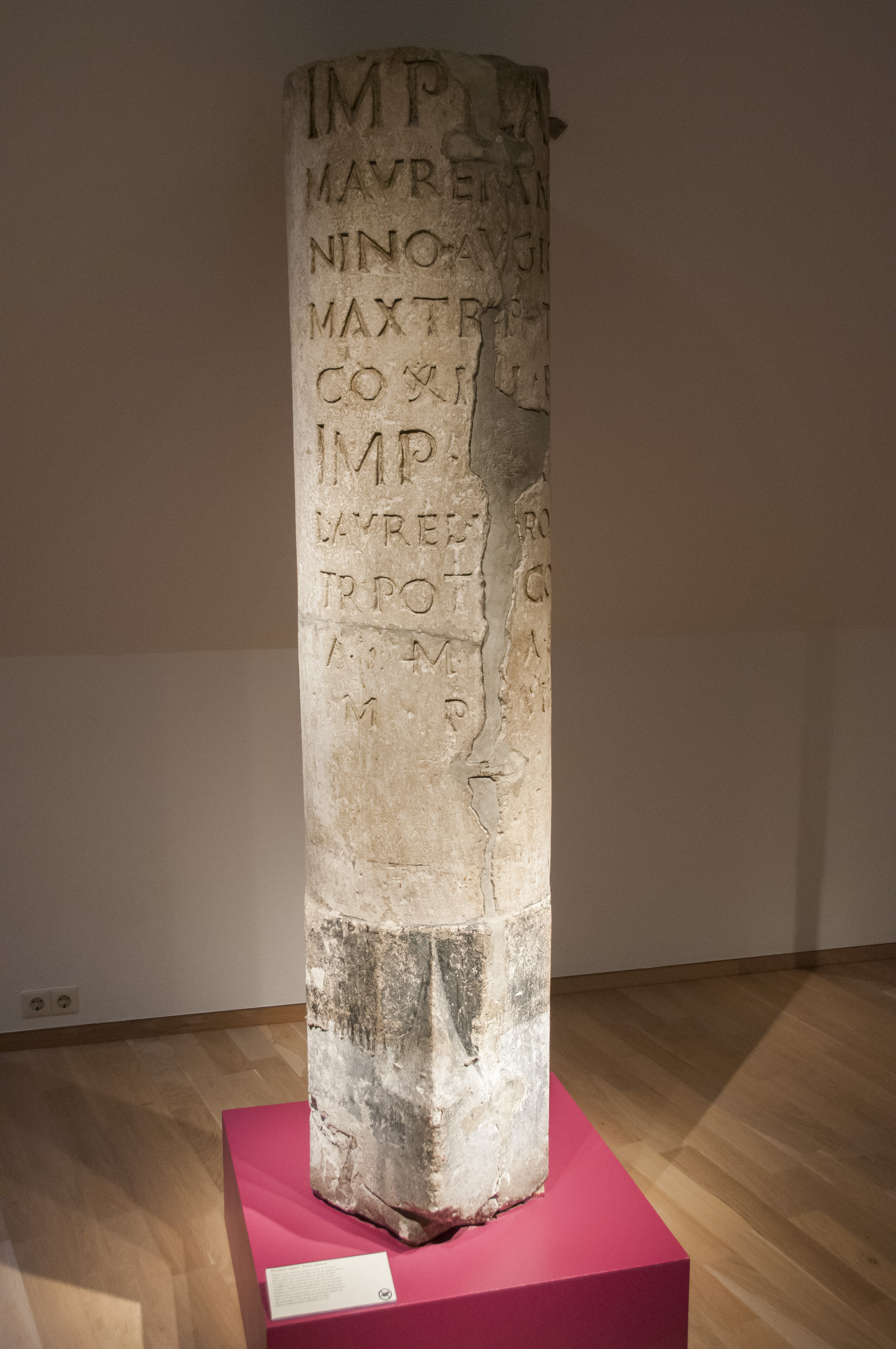
Miliario fechado en 162, bajo Marco Aurelio y Lucio Vero, procedente de Naaldwijk (Países Bajos), en el que se menciona el Municipium Aelium Cananefatium

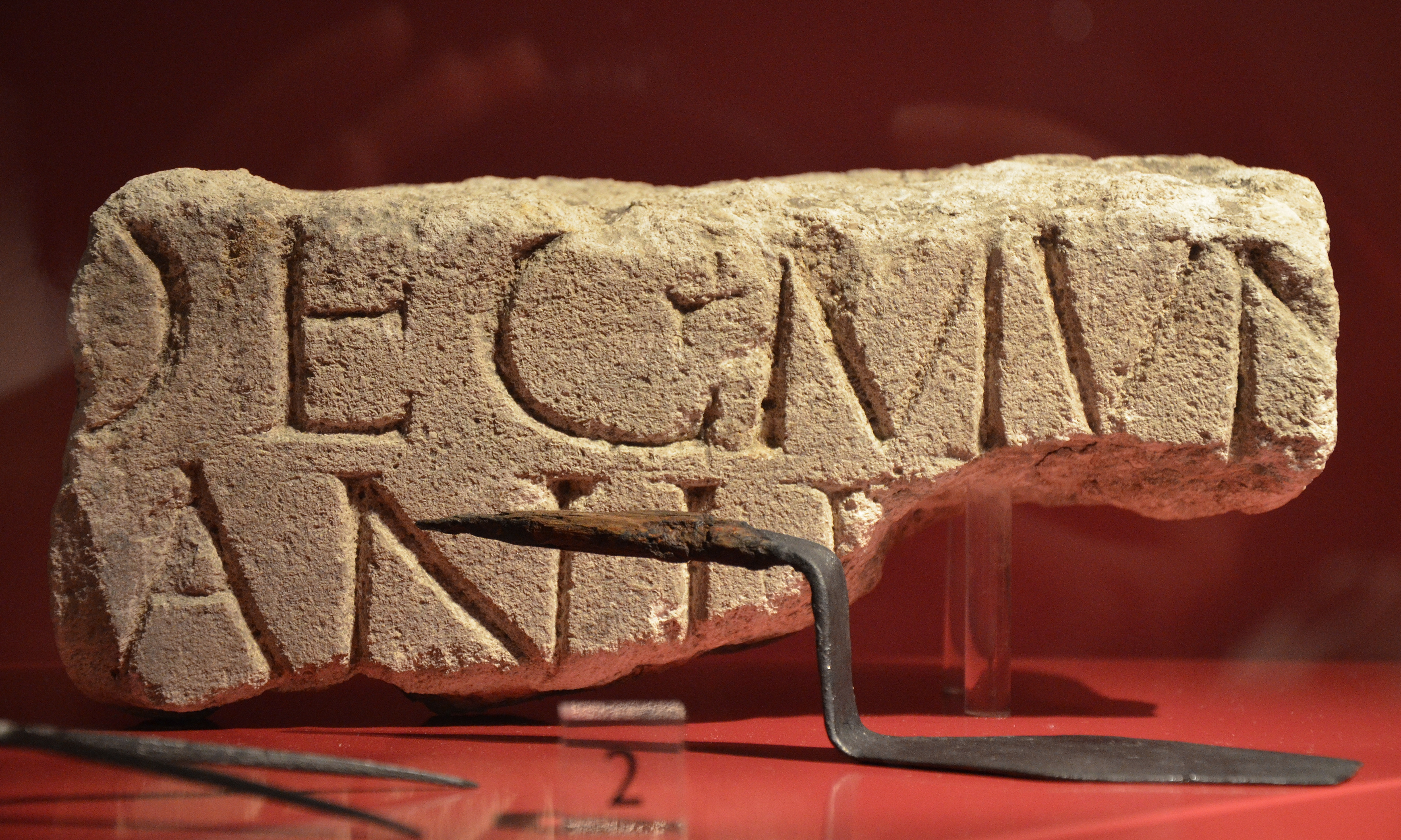
Inscripción procedente de Forum Hadriani que indica su estatuto municipal.

Forum Hadriani fue originariamente un asentamiento de la tribu germana de los cananefates, quienes habitaron la zona costera occidental del distrito militar de Germania Inferior. Los cananefates eran aliados del imperio, al que proporcionaron soldados, alistados en el Ala I Cannanefatium civium Romanorum y en la Cohors I Cannanefatium, y construyeron una aldea en este lugar a lo largo de la fossa Corbulonis, construida por el general Corbulón durante su mandato en Germania entre 47 y 50, creando una importante vía de conexión económica entre el fuerte de Matilo en el Rin (cerca de Leiden) y el Maas (cerca de Naaldwijk). La aldea debió ser destruida durante la rebelión de los bátavos y fue reconstruida con ayuda de los soldados de la Legio X Gemina, acantonada en la cercana Noviomagus batavorum (Nimega, Países Bajos).
Entre 121 y 122, el emperador Adriano visitó el Limes Germanicus, inspeccionando también este pequeño asentamiento de los cananefates, a los que otorgó los derechos de mercado y dio a la aldea su nombre, Forum Hadriani o Mercado de Adriano. El asentamiento fue completamente reconstruido según el diseño romano y, probablemente bajo Antonino Pío, fue transformado en municipio hacia 150. El nombre oficial se convirtió en Municipium Aelium Cananefatium,  MAC, como aparece en los miliarios encontrados en la región en Rijswijk, en Naaldwijk y en Den Haag.

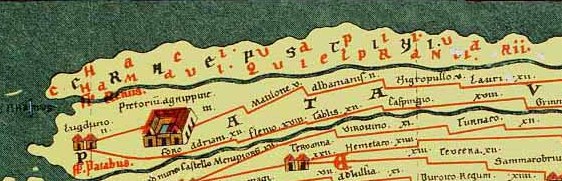
Forum Hadrianien la Tabula Peuntingeriana.

Debido a su importancia económica, Forum Hadriani se convirtió en una importante ciudad local, por lo que aparece mencionada en la Tabula Peutingeriana, y  también funcionó como centro logístico para el ejército romano del bajo Rin. Fue objeto de intervenciones urbanísticas bajo Cómodo, entre 180 y 185 durante el mandato como legado de Germania Inferior del futuro emperador Didio Juliano, y recibió una vexillatio de la Legio I Minervia bajo Cómodo y bajo Caracalla.
En el siglo III las epidemias, los cambios del nivel debidos a la isostasia en la zona y las incursiones de los catos, de los piratas sajones y de los frisios fueron menoscabando la posición de Forum Hadriani de manera que, después de reconquista del Imperio galo por Aureliano en 274, la ciudad fue abandonada. Durante la Tardoantigüedad las piedras de las casas probablemente fueron extraídas para ser reutilizadas en otro lugar. El parque de Voorburg Arentsburg está en gran parte sobre los restos de la ciudad y allí se ha erigido una columna conmemorativa en memoria de la ciudad romana y en el distrito contiguo, el curso del muro de la ciudad se indica en el recorrido de la calle.

## El yacimiento y las excavaciones arqueológicas

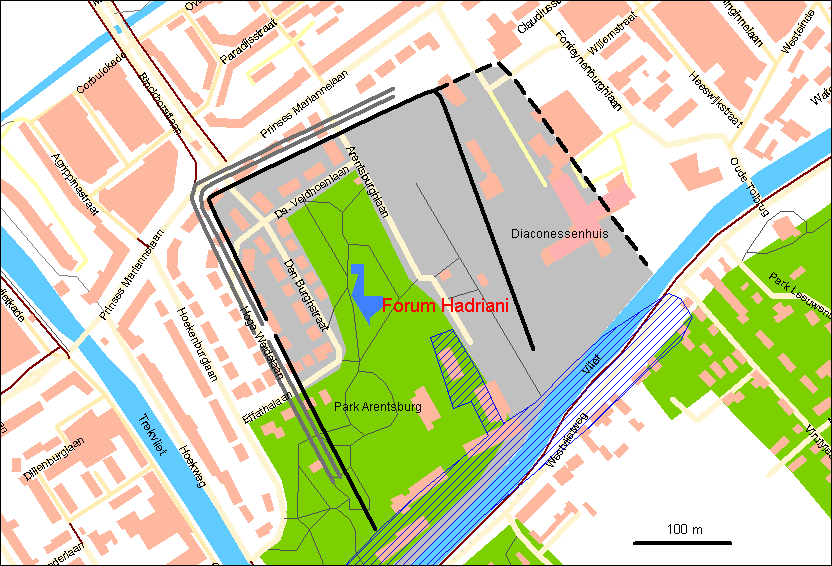
Localización de Forum hadriani en las actual Voorburg (países Bajos).

Con una superficie de aproximadamente 300 por 400 metros (12 ha.), Forum Hadriani no fue un lugar grande, pero poseía todas las características específicas de la ciudad romana: Una muralla con varias puertas, un doble canal alrededor de la ciudad, calles ortogonales con edificios de piedra y templos, unas termas, una taberna y diferentes casas. Pudo estar habitado por unas 1000 personas.
En 1771, durante el trabajo en el jardín de una finca, se encontró una mano de bronce que más tarde se utilizó como ejemplo de una estatua ecuestre de Pedro el Grande en Rusia (Hendrik van Wijn , 1800). Las excavaciones arqueológicas importantes se llevaron a cabo en la ubicación de Arentsburg entre 1827 y 1833 bajo la dirección del erudito de Leiden C.J.C. Reuvens y entre 1908 y 1915 por J.H. Holwerda. Se han encontrado restos de las calles, casas, la muralla de la ciudad y una puerta. Holwerda pensó que había encontrado una "flota militar romana" porque encontró muchos ladrillos con el sello de la Classis Germanica. En 1970 el arqueólogo Jules Bogaers concluyó que era un Municipium y no un asentamiento militar. 

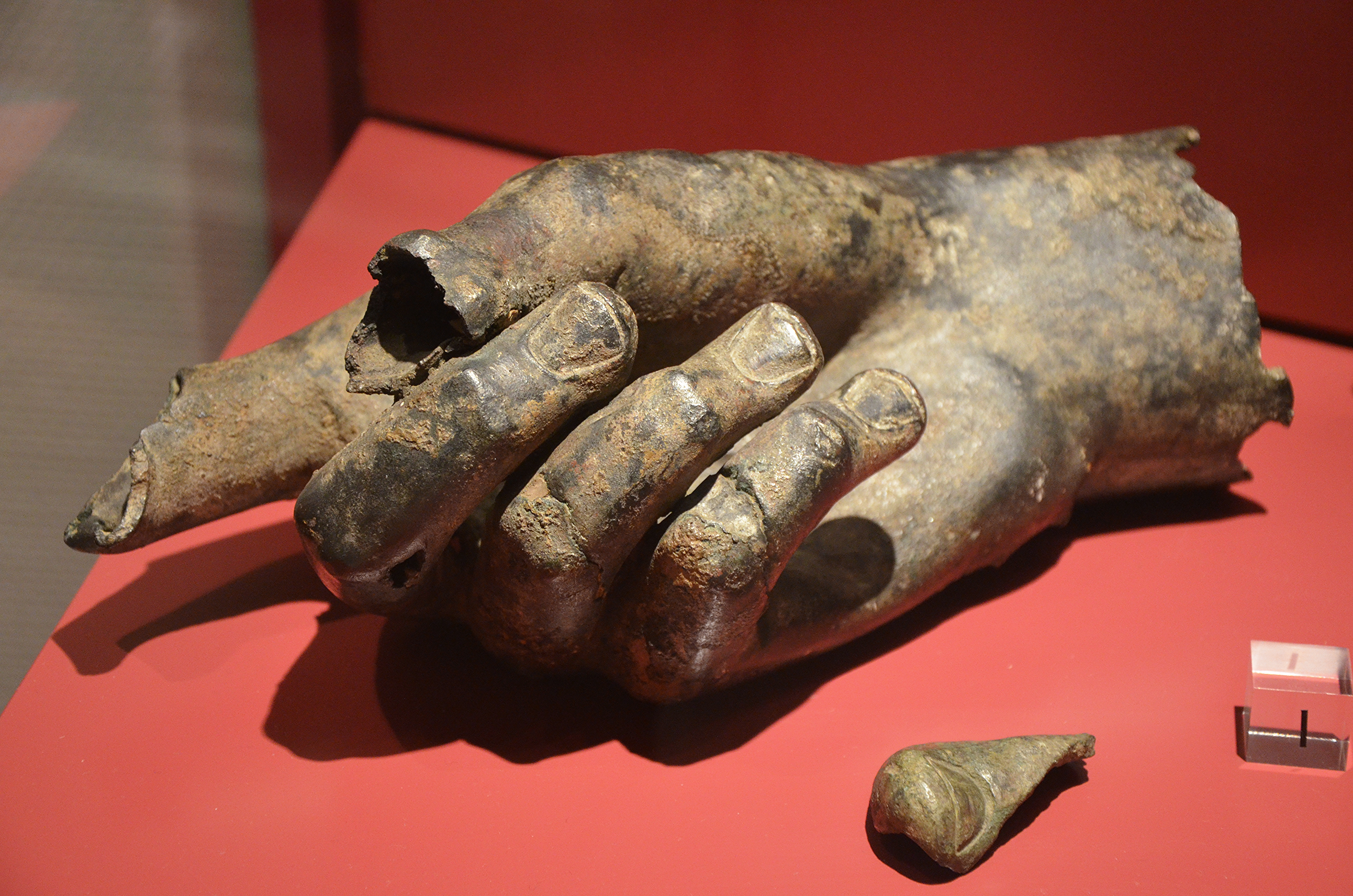
Mano de bronce de una estatua imperial encontrada en el solar de Forum Hadriani, depositada en Rijksmuseum van Oudheden en Leiden.

En 2005, durante las excavaciones, se encontraron, entre otras cosas, vasijas de bronce, dos ruedas completas de carro romano y un pequeño altar de Júpiter. En 2008, se descubrió un puerto con una entrada con un pilar de toba, pero antes de que los arqueólogos pudieran haber estudiado el hallazgo, ya había sido removido por un contratista diligente como escombros de construcción.
En el Museo Swaensteyn (anteriormente Stadsmuseum Leidschendam-Voorburg) hay un modelo de Forum Hadriani.

## Notas

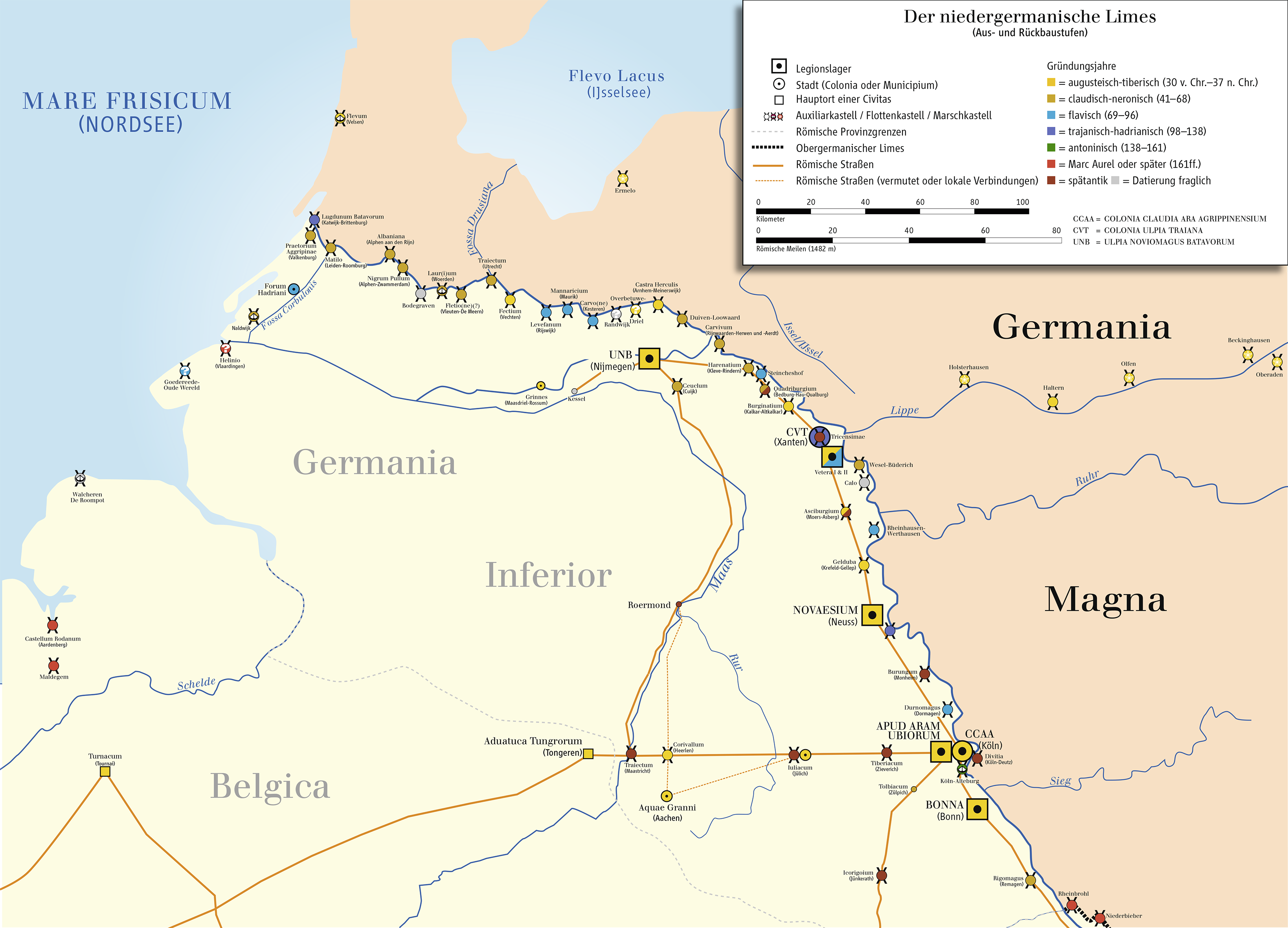
El Limes Germanicus en Germania Inferior: Campamentos, ciudades y vías de comunicación.

## Bibliografía

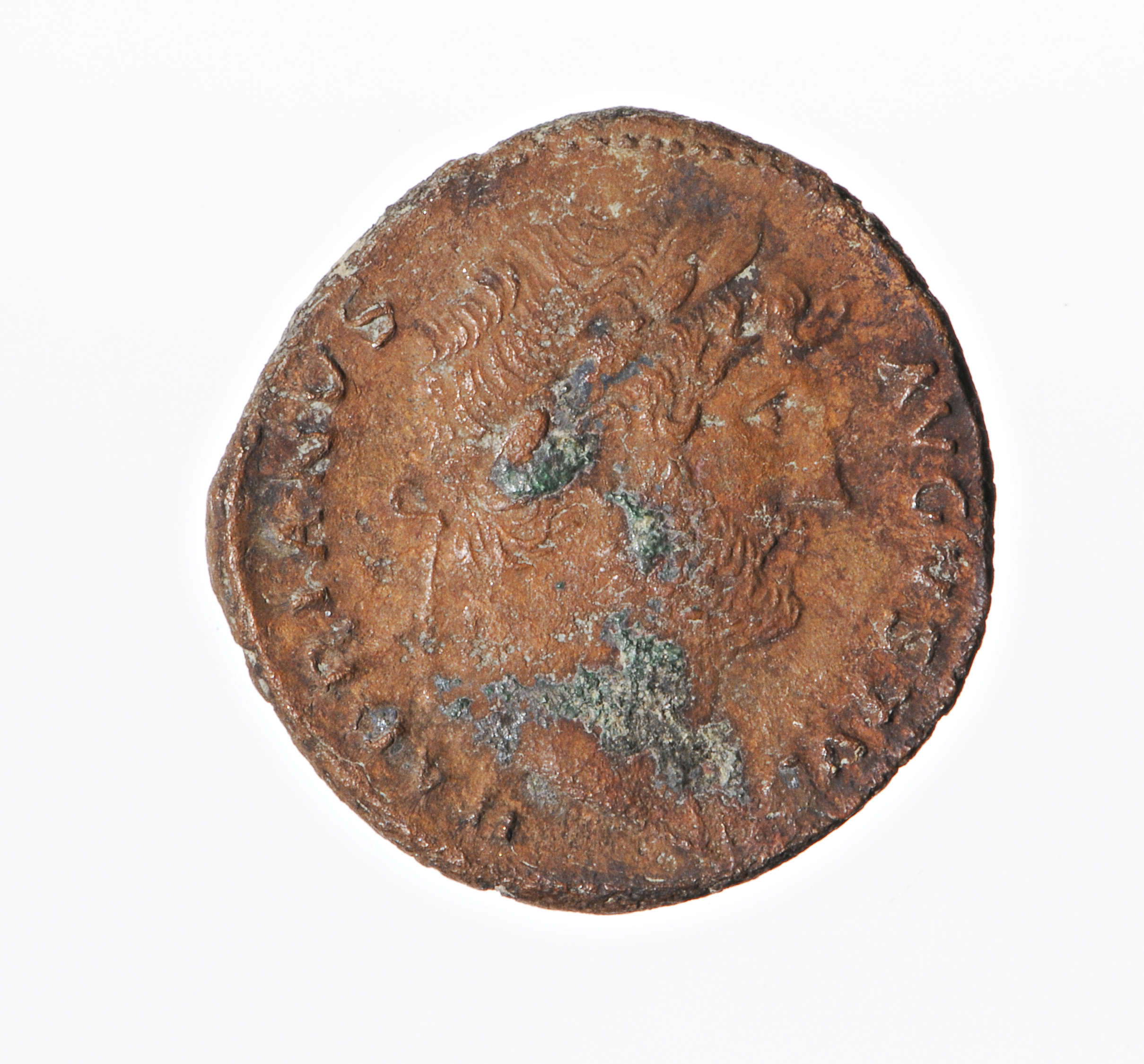
Sestercio de Adriano (c. 123-128) encontrado en las excavaciones de Forum Hadriani.

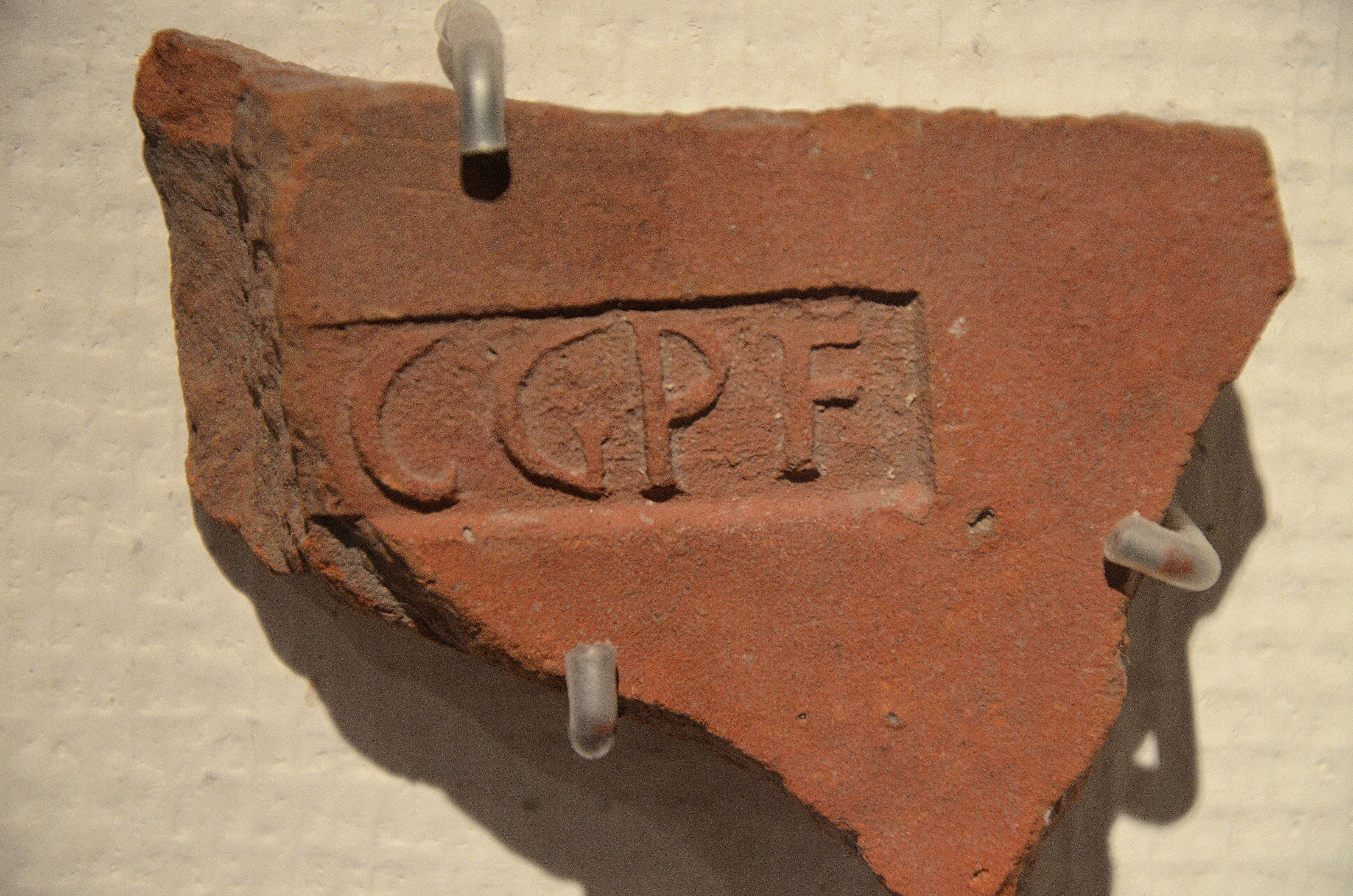
Ladrillo con figlina C(lassis) Germanica) P(ia) Fidelis) procedente de Forum Hadriani.